# 今夜はパラシュート博物館へ
『今夜はパラシュート博物館へ』（こんやはパラシュートはくぶつかんへ、The Last Dive to Parachute Museum）は、森博嗣による3作目の短編小説集。

## 概要
- 講談社ノベルス - 2001年1月発行 （ISBN 9784061821668）
- 講談社文庫 - 2004年3月発行 （ISBN 9784062739832）

以下の8編が収録されている。
- どちらかが魔女  Which is the Witch?
- 双頭の鷲の旗の下に   Unter dem Doppeladler
- ぶるぶる人形にうってつけの夜  The Perfect Night for Shaking Doll
- ゲームの国  The Country of Game
- 私の崖はこの夏のアウトライン  My Cliff is the Outline against this Summer
- 卒業文集  Graduation Anthology
- 恋之坂ナイトグライド  Gliding through the Night at Koinosaka
- 素敵な模型屋さん  Pretty Shop of Models and Toys

巻末の解説を森作品のファンであるという羽海野チカが担当している。
『ぶるぶる人形にうってつけの夜』では、S&MシリーズとVシリーズの登場人物が共演している。

## あらすじ
どちらかが魔女
初出：『メフィスト』1999年9月号
西之園家のマンションで、「TMコネクション」という名の会合が行われる。この会合の趣旨は招待された者がミステリィ話を持ち寄り、その謎を参加者全員で解いてゆくというもの。この会合は不定期に開催されているが、今回の招待者は、犀川、大御坊安朋、大御坊の連れの恵郁子、喜多助教授、佐々木睦子。今回の出題者（ミステリィ提供者）は恵郁子と大御坊安朋。恵郁子が大学生の時、同じサークルの男性が恵郁子の帰り道、駅までではあったがいつも後をつけて来た。ある日、恵郁子は自分もその男性をつけてみることにするが・・・

双頭の鷲の旗の下に
初出：『メフィスト』2000年1月号
西之園萌絵、国枝桃子はT学園の文化祭にやってくる。その前日、校舎の窓に無数の小さな穴が開けられているのが発見される。
国枝の夫が登場する、唯一の作品。

ぶるぶる人形にうってつけの夜
初出：『メフィスト』2000年5月号

ゲームの国
初出：『メフィスト』2001年1月号

私の崖はこの夏のアウトライン
初出：『小説新潮』2000年1月号

卒業文集
書下ろし

恋之坂ナイトグライド
初出：『メフィスト』2000年9月号

素敵な模型屋さん
書き下ろし